# І.Л. Караджале (комуна)
І.Л. Караджале, Іон-Лука-Караджале (рум. I.L. Caragiale) — комуна у повіті Димбовіца в Румунії. До складу комуни входять такі села (дані про населення за 2002 рік):
- І.Л. Караджале (4669 осіб)
- Гірдовень (3587 осіб) — адміністративний центр комуни
- Міжа (837 осіб)

Комуна розташована на відстані 65 км на північний захід від Бухареста, 17 км на схід від Тирговіште, 79 км на південь від Брашова.

## Населення
За даними перепису населення 2002 року у комуні проживали 9093 особи.
Національний склад населення комуни:
| Національність   | Кількість осіб | Відсоток |
| ---------------- | -------------- | -------- |
| румуни           | 8154           | 89,7%    |
| цигани           | 914            | 10,1%    |
| угорці           | 15             | 0,2%     |
| українці         | 2              | < 0,1%   |
| росіяни-липовани | 2              | < 0,1%   |
| турки            | 2              | < 0,1%   |
| євреї            | 1              | < 0,1%   |
| китайці          | 1              | < 0,1%   |
| чанго            | 1              | < 0,1%   |

Рідною мовою назвали:
| Мова       | Кількість осіб | Відсоток |
| ---------- | -------------- | -------- |
| румунська  | 8844           | 97,3%    |
| циганська  | 229            | 2,5%     |
| угорська   | 14             | 0,2%     |
| українська | 1              | < 0,1%   |
| російська  | 1              | < 0,1%   |
| турецька   | 1              | < 0,1%   |
| китайська  | 1              | < 0,1%   |

Склад населення комуни за віросповіданням:
| Релігія                                       | Кількість осіб | Відсоток |
| --------------------------------------------- | -------------- | -------- |
| православні                                   | 8929           | 98,2%    |
| адвентисти                                    | 42             | 0,5%     |
| римо-католики                                 | 33             | 0,4%     |
| п'ятдесятники                                 | 17             | 0,2%     |
| бретрени                                      | 15             | 0,2%     |
| лютерани                                      | 10             | 0,1%     |
| атеїсти                                       | 9              | 0,1%     |
| реформати                                     | 6              | 0,1%     |
| греко-католики                                | 5              | 0,1%     |
| не релігійні                                  | 4              | < 0,1%   |
| мусульмани                                    | 3              | < 0,1%   |
| баптисти                                      | 2              | < 0,1%   |
| лютерани (Синодально-пресвітеріанська церква) | 1              | < 0,1%   |
| юдеї                                          | 1              | < 0,1%   |
| не вказали релігію                            | 1              | < 0,1%   |